# Herbert Dörner
Herbert Dörner (* 14. Juli 1930 in Köln; † 26. März 1991 ebenda) war ein deutscher Fußballspieler. Von 1950 bis 1959 absolvierte er für die Vereine Preußen Dellbrück und 1. FC Köln insgesamt 243 Spiele in der damals erstklassigen Fußball-Oberliga West und erzielte dabei 65 Tore. Im Jahr 1956 wurde er vom damaligen Bundestrainer Sepp Herberger zu zwei Einsätzen in der Fußballnationalmannschaft berufen.

## Laufbahn

### Vereine
Über die Stationen Mülheimer SV 06 beziehungsweise SC Rapid Köln – mit Rapid hatte er in der II. Division 1949/50 den 6. Platz belegt – kam der 20-jährige Allroundspieler im Sommer 1950 zu Preußen Dellbrück in die Oberliga West. Am ersten Spieltag der Runde 1950/51, den 27. August 1950, debütierte er beim Auswärtsspiel gegen Fortuna Düsseldorf in der Oberliga. Beim 1:1-Remis spielte er rechter Außenläufer und Fritz Herkenrath hütete das Tor des Kultklub aus dem rechtsrheinischen Kölner Stadtteil Dellbrück. In seiner dritten Saison bei den Schwarz-Weißen von der Bergisch-Gladbacher-Straße, 1952/53, gehörte er als rechter Halbstürmer der Preußen-Elf an, der am 8. März 1953 vor 38.000 Zuschauern ein 1:0-Heimerfolg gegen den späteren Vizemeister 1. FC Köln gelang. Die Runde beendete Dörner mit 28 Ligaspielen, wobei er mit zwölf Toren der beste Torschütze für Dellbrück war, und schloss sich zur Saison 1953/54 dem 1. FC Köln an. Von 1950 bis 1953 hatte er insgesamt 81 Oberligaspiele für Dellbrück bestritten und dabei 31 Tore erzielt.
In seiner ersten Saison beim FC, 1953/54, absolvierte der Neuzugang alle 30 Ligaspiele und erzielte 15 Tore für die Mannschaft von Trainer Karl Winkler und Präsident Franz Kremer.  Damit war er hinter Hans Schäfer (26) der zweitbeste Torschütze der „Geißbock“-Elf. Der 1. FC Köln wurde Meister der Oberliga West und Dörner nahm mit dem Klub an der Endrunde zur deutschen Meisterschaft teil. Dort war er in dem wegen der Weltmeisterschaft in der Schweiz zeitlich reduzierten Modus in den zwei Spielen gegen Eintracht Frankfurt und den 1. FC Kaiserslautern jeweils als linker Verbinder neben Linksaußen Schäfer im Einsatz. 1954 stand er mit dem FC zudem im DFB-Pokal-Finale, welches gegen den VfB Stuttgart mit 0:1 verloren ging. Dörner verschoss dabei einen Elfmeter. Sechs Jahre lang spielte der gelernte Bäcker und Konditor in den Runden 1953/54 bis 1958/59 beim 1. FC Köln. Aufgrund seiner Vielseitigkeit spielte er unter den Trainern Kurt Baluses (1954/55), Hennes Weisweiler (1955/56 bis 1957/58) und Peter Szabo (1958/59) sowohl in der Verteidigung, als auch im Mittelfeld und im Angriff. Durch die Vizemeisterschaften 1958 und 1959 folgten weitere Endrundenteilnahmen. In seiner dritten Endrunde 1959 war er in allen sechs Partien gegen den FK Pirmasens, Werder Bremen und Eintracht Frankfurt im Einsatz. Seine Mitspieler waren jetzt Fritz Ewert im Tor, Karl-Heinz Schnellinger als Partner in der Verteidigung, Hans Sturm, Leo Wilden, Fritz Breuer und Günter Mühlenbock in der Läuferreihe, sowie die Stürmer Franz Brungs, Josef Röhrig, Hans Pfeiffer, Hans Schäfer, Dieter Jost und Helmut Fendel. Insgesamt absolvierte er für das „Geißbock“-Team von 1953 bis 1959 in der Oberliga West 162 Ligaspiele und erzielte dabei 34 Tore. Nach Ablauf der Runde 1958/59 schloss er sich im Sommer 1959 dem Bonner FV an.
Die Schwarz-Weißen vom Sportpark Gronau hatten 1958/59 die Rückkehr in die 2. Liga West erreicht und damit spielte der Ex-Nationalspieler am Ende seiner höherklassigen Karriere nochmals in der Zweitklassigkeit des damaligen Ligasystems des DFB. Am Ende seiner Debütrunde 1959/60 belegte Dörner mit dem BFV überraschend den vierten Platz und in Bonn wurde über einen bevorstehenden Aufstieg in die Oberliga West spekuliert. Obwohl in der Rückserie eine Lücke zu den drei bestplatzierten Mannschaften entstand, war der vierte Platz des BFV in der Saison 1959/60 der vermutlich größte Erfolg in der Vereinsgeschichte. Mit gestiegenen Ambitionen ging der Verein mit Dörner und seinen Mannschaftskameraden in die nächste Spielzeit. Mit dem zehnten Platz konnten 1960/61 diese Erwartungen aber nicht erfüllt werden. Ein Höhepunkt dieser Spielzeit war jedoch eine Afrikareise des Vereins zur Jahreswende 1960/61, zu der der Bonner FV im Rahmen eines Entwicklungsprogramms des Auswärtigen Amts zu Spielen in Kamerun und Togo antrat.
Nach Beendigung seiner aktiven Laufbahn im Sommer 1963 führte Dörner zunächst in Bonn eine Gaststätte, sattelte später auf Vertreter um und war nebenbei bei einigen unterklassigen Klubs im Amateurbereich als Trainer tätig.

### Auswahlberufungen
Bundestrainer Herberger testete Dörner erstmals am 22. Februar 1956 bei einem Trainingsspiel der Nationalmannschaft gegen den Hamburger SV. Er bildete dabei mit Hermann Nuber und Robert Schlienz die Läuferreihe der mit 4:1 Toren siegreichen DFB-Auswahl. Im ersten Trainerjahr unter Hennes Weisweiler beim 1. FC Köln folgten am 21. April und 31. Mai zwei Länderspiele in der B-Nationalmannschaft gegen die Niederlande und Spanien. Die imponierende Leistung beim 5:2-Erfolg in Barcelona gegen Spanien durch die Läuferreihe Dörner, Heinz Wewers und Gerd Harpers zahlte sich durch die Berufung 14 Tage danach in die A-Nationalmannschaft aus. Am 13. Juni 1956 debütierte der Kölner in der Nationalmannschaft beim 3:1-Erfolg in Oslo gegen Norwegen. Zusammen mit Wewers und Karl Mai bildete er die deutsche Läuferreihe. Neben Spielführer Alfred Pfaff kamen auch noch Torhüter Günter Sawitzki und die beiden Flügelstürmer Erich Bäumler und Theo Schönhöft zu ihrem ersten Länderspieleinsatz. Wiederum 14 Tage später absolvierte Dörner am 30. Juni in Stockholm gegen Schweden sein zweites A-Länderspiel. Beim 2:2 war Horst Eckel sein Außenläuferkollege. Zu Beginn der Saison 1956/57 bestritt der Kölner im August drei Testspiele mit der DFB-Auswahl gegen Vereinsmannschaften. Aber nur noch am 15. September 1956 in Moskau beim B-Länderspiel gegen die Sowjetunion folgte ein offizieller Einsatz in Reihen des DFB. Nach drei Spielen in der B-Elf und zwei in der A-Nationalmannschaft, alle im Jahr 1956, endeten die Berufungen durch den DFB.
Mit der Stadtauswahl Köln hat Dörner im Oktober und November 1958 im Messestädte-Pokal noch zwei internationale Spiele gegen den späteren Finalisten Birmingham City bestritten.

## Erfolge
- 1954 Meister der Oberliga West
- 1954 DFB-Pokal-Finale
- 1958 Vizemeister der Oberliga West
- 1959 Vizemeister der Oberliga West